# Турухан
Туруха̀н е река в Азиатската част на Русия, Западен Сибир, Красноярски край, ляв приток на река Енисей. Дължината ѝ е 639 km, която ѝ отрежда 117 място по дължина сред реките на Русия.
Река Турухан води началото си от малко езеро, разположена в централната, най-висока част на Долноенисейското възвишение, на 134 m н.в., в северозападната част на Красноярски край. По цялото си протежение тече сред силно заблатени местности, със стотици меандри, старици, малки езера и непостоянни острови през североизточната част на Западносибирската равнина. Първите 350 km генералното ѝ направление е на юг, а следващите над 300 km – на изток, юг и отново изток. В горното си течение склоновете на долината ѝ са високи, но полеги, изградени от песъчливи глини и пясъчници, между които са разположени железисти отложения, оцветяващи водата ѝ в червено. Последните 150 km от течението ѝ долината ѝ е широка, плоска и силно заблатена. Поради това, че река Турухан се размразява по-късно от Енисей, по време на пролетното прииждане на водите на Енисей заливат тези райони, обръщат течението на реката обратно и преместват все още неразтопения лед нагоре и го натрупват на огромни камари. Влива отляво в река Енисей (в ръкава Голям Шар), при нейния 971 km, на 5 m н.в., на 6 km източно от село Старотуруханск, Красноярски край.
Водосборният басейн на Турухан има площ от 35,8 хил. km2, което представлява 1,39% от водосборния басейн на река Енисей и обхваща северозападните части на Красноярски край.
Границите на водосборния басейн на реката са следните:
- на запад – водосборния басейн на река Таз, вливаща се в Тазовския залив на Карско море;
- на север, изток и юг – водосборните басейни на река Голяма Хета и други по-малки леви притоци на Енисей;

Река Турухан получава получава множество притоци, като 4 от тях са дължина над 100 km. По-долу са изброени всичките тези реки, за които е показано на кой километър по течението на реката се вливат, дали са леви (→) или (←), тяхната дължина, площта на водосборния им басейн (в km2) и мястото където се вливат.
- 330 ← Голяма Блудна 114 / 1030
- 263 → Маковска 194 / 4480
- 138 ← Горна Баиха 282 / 7060
- 71 ← Долна Баиха 608 / 8070, на 4 km североизточно от село Фарково

Подхранването на реката е смесено, като преобладава снежното, но за разлика от повечето сибирски реки е сравнително голямо и подземното подхранване. Пълноводието е през юни. Среден годишен отток в устието 371 m3/s. Замръзва през октомври, като в по плитките места през януари замръзва до дъното, а се размразява през май или началото на юни.
По течението на реката има само три малки села Янов Стан и Фарково, а близо до устието – село Старотуруханск.
Река Турухан при високи води е плавателна до село Янов Стан, на 277 km от устието, а през лятното маловодие само малки речни съдове.